# Der Neugierige
Der Neugierige ist eine Erzählung von Hans Erich Nossack aus dem Jahr 1955.

## Handlung
Die Erzählung setzt mit den Reflexionen des Ich-Erzählers darüber ein, wie lange er brauchte, sich davon zu überzeugen, noch am Leben zu sein, und geht dann in seine Erinnerungen an die Zeit über, in der er noch ein gewöhnliches Leben als Fisch unter Wasser führte – jenes Leben, das alle außer ihm und seinem geliebten Freund, den er durch ein schreckliches Unglück verloren hatte, für das einzig mögliche gehalten hatten. Insbesondere bestand dieses Leben aus dem heiteren Vergnügen an den Weibchen, welches sich in jüngster Zeit zum Entsetzen der Älteren von einem jährlichen Ritual zu einer allnächtlichen Belustigung entwickelt hatte, an der sich einst auch der Protagonist in seinen Versuchen, sich von seiner Sinnsuche abzulenken, gern beteiligte.
Überschattet wurden die Vergnüglichkeiten jedoch von der Gewissheit, dass das Meer zunehmend kleiner wurde, von der „Angst vor der Enge“ und vor dem allgegenwärtigen Tod, die manche in die transzendente Vorstellung flüchten ließ, die Toten seien nicht weniger lebendig als die Lebenden. Den zweifelnden Protagonisten jedoch überzeugten solche Deutungsversuche nicht, und so wurde er schließlich zu einem ausgestoßenen Einzelgänger, der seine Einsamkeit lediglich mit einem ähnlich fühlenden, aber zarteren Freund teilte, der zunehmend von dem Wunsch erfüllt war, den Ursprung des Lebens in den Tiefen des Meeres ausfindig zu machen.
Kennengelernt hatte er ihn beim „nächtlichen Springen“, bei dem einige waghalsige Fische der Frage nachgingen, ob wohl die Schrumpfung des Meeres mit einem seltsamen Licht zusammenhing, das beizeiten von außerhalb des Wassers zu sehen war. Diese Sprünge ins Nichts waren ihm eine Erlösung und auch eine Schulung für das, was er später unternehmen sollte – ebenso wie die ausschweifenden und langen Reisen durch das Meer, die er unternahm, um seinem gewöhnlichen Leben zu entfliehen, und die Liebesspiele, durch die er versuchte, seine Traurigkeit zu betäuben. 
Doch ließ sich sein Freund dadurch nicht endlos von seinem Ansinnen ablenken und abbringen, die Tiefen des Meeres aufzusuchen, und aus Treue zu ihm begleitete ihn der Protagonist trotz aller seiner Zweifel und seiner Versuche, den Aufbruch zu verzögern, auf den Weg dorthin. Nach scheinbar endloser Reise standen sie schließlich vor einer „Grenze des Erträglichen“, die sie jedoch überwinden konnten, nur um angesichts dessen, was sie fanden, von Ekel überwältigt zu sein: ein primitives, nacktes, hässliches Wesen, dessen einziger unwürdiger Lebenssinn darin bestand, immer dicker zu werden, und das schließlich den geliebten Freund verschlang. Untröstlich über den Verlust kehrte der Protagonist, nachdem er sich selbst retten konnte, nicht mehr in seine Heimat zurück und suchte die vollkommene Einsamkeit und Abgeschiedenheit. 
Seines Leidens müde ließ er sich schließlich während der Paarungszeit seines Volkes von einer Woge hinaus ins Nichts tragen. Er erreichte Land und bewegte sich mithilfe seiner Flossen langsam aber stetig vorwärts, immer wieder erschöpft und nachdenklich in Wassertümpeln innehaltend. Er sah das Meer hinter sich, den Ort, an dem er gelebt hatte, und seine eigene Schleifspur im Sande, durch die er erkannte, dass er noch lebte und sich tatsächlich immer weiter vom Wasser wegbewegte. Seine Wunden und der Schmerz wurden zur Gewissheit, nicht tot zu sein. „Woher kommt mir eigentlich diese Neugierde, die mich immer von neuem aus den Tümpeln hochjagt?“, fragt er sich schließlich, „Und auf was denn richtet sie sich?“

## Textanalyse und Deutung

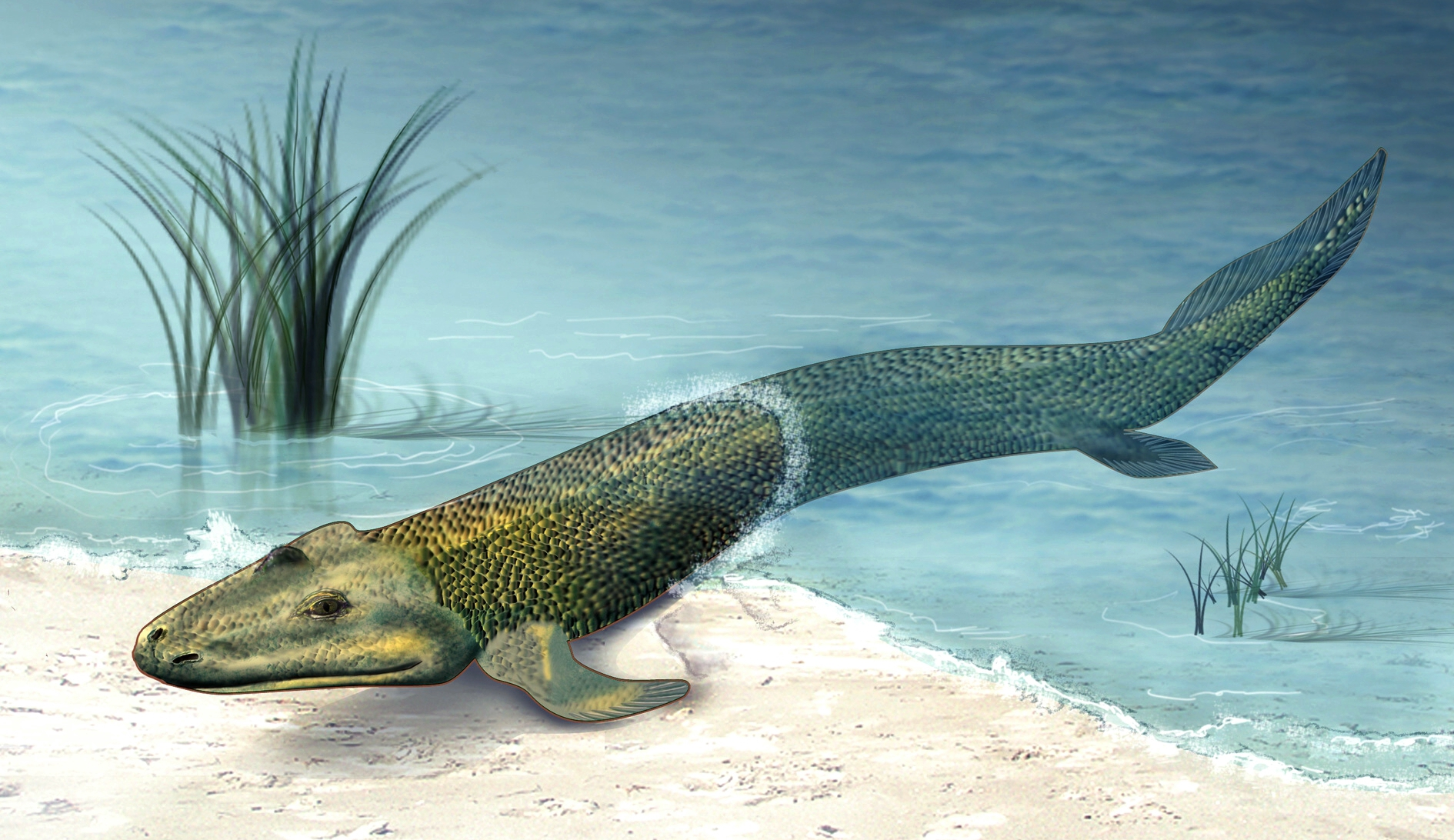
Tiktaalik erobert das Festland

Die Erzählung ist formal ein innerer Monolog des Ich-Erzählers mit offenem Anfang und offenem Ende. Unvermittelt und ohne vorherige Vorstellung des autodiegetischen Erzählers oder der Situation, in der er sich befindet, wird der Leser mitten ins Geschehen gesetzt: „Ach, wie lange habe ich gebraucht, einen untrüglichen Beweis dafür zu finden, daß ich noch lebe!“, setzt der Erzähler an, ohne dass der Leser ahnen könnte, warum er daran denn gezweifelt habe, und dass nicht etwa ein Mensch, sondern ein Fisch der Hauptcharakter der Geschichte ist.
Die nachfolgenden Szenen sind, ähnlich wie in anderen Werken aus Nossacks Feder, assoziativ und ohne besondere Rücksicht auf Proportion oder narrative Stufung aneinandergereiht. Nossack wollte sich in seinen Werken einer auf Abstrakta vollkommen verzichtenden, in Bildern wirkenden Sprache bedienen. In Der Neugierige stehen sich die Verwendung von bildhafter und abstrahierender Sprache jedoch in bemerkenswerter Spannung gegenüber: Symbolisch stehen der Fisch, das Meer, der Mond, der Fels für das Althergekommene, Abstrakta wie die „Namenlosen“, das „Verkehrte“ und vor allem das „Nichts“ für das Unbekannte und Neue.
Das Nichts wiederum ist „weniger die Aufhebung alles Seins, als vielmehr eine Bezeichnung für einen Bereich des noch nicht Geschaffenen.“ Es ist der Ort, an dem das Verkehrte zum Richtigen werden kann. Die Expedition des Fisches in diesen unbekannten Raum referenziert entsprechende Passagen in Nekyia und Dorothea und vor allem auch in der Spirale-Erzählung Das Mal. Wichtig ist dabei nicht, ob dieser Aufbruch gelingt oder nicht, sondern allein, dass der Versuch gewagt wird: Denn ebenso wie der Fisch, auch wenn er stirbt, den Nachfolgenden durch sein Gerippe den Weg weisen und ihre Einsamkeit lindern wird, kann dem Neugierigen ganz grundsätzlich das Ziel genügen, „das Mal um ein paar Meter weiter hinauszurücken.“
Es geht jedoch nicht um die Rückkehr zum natürlichen Ursprung, auch wenn dieser ebenso unbekannt ist wie das „Nichts“; diese Option wird in der Erzählung genauso ausgeschlossen wie später erneut im Roman Nach dem letzten Aufstand, in welchem der Ich-Erzähler die Möglichkeit, in die Natur zurückzukehren, „um das Leben eines reißenden Tieres zu führen, nur um meine Erhaltung besorgt“ und so dem Tode zu entgehen, entschieden von sich weist. Genau diese auf bloße Selbst- und Arterhaltung ausgerichtete Existenz will auch der Neugierige überwinden; doch die Erkundung seines eigenen Ursprungs führt ihn nur in eine noch primitivere, entsetzlichere Stufe des Daseins zurück. Gerade dieses Erlebnis überzeugt den Erzähler schließlich davon, den genau entgegengesetzten Weg nicht in die Tiefe, sondern in das „Trockene“, in den unbekannten Raum außerhalb des Meeres zu wählen.
Die Einsamkeit in der Grenzsituation, die Suche nach dem eigenen Ich und der Tod sind die großen Themen Nossacks, und sie sind auch in Der Neugierige wieder aufgegriffen. Die Neugier ist so nicht nur titelgebend für diese Erzählung, sondern sie ist der Schlüssel zum Gesamtwerk des Autors. Der universelle Anspruch der Dichtung führte Hans Bänziger gar dazu, sie als „neuen Mythos“ zu deuten.

## Ausgaben
- Hans Erich Nossack: Der Neugierige. Albert Langen / Georg Müller, München, 1955.
- auch erschienen in Hans Erich Nossack: Begegnung im Vorraum. Erzählungen. Suhrkamp, Frankfurt (Main), 1963.